# Markus Oëstreich
Markus Oëstreich es un piloto alemán de automovilismo que ha destacado como piloto de camiones, turismos y resistencia. Fue campeón de la Copa de Europa de Carreras de Camiones (antigua denominación de lo que hoy en día es el Campeonato de Europa de Carreras de Camiones) en la categoría Súper-Camión de carrreas en el año 2004. También ha obtenido varias victorias de clase en múltiples ediciones de las 24 horas de Nürburgring, además de un segundo puesto en la general.

## Trayectoria

### Fórmulas
Markus Oëstreich comenzó su carrera profesional en el automovilismo en la Fórmula Ford 2000 alemana en el año 1985. Terminó el campeonato en séptima posición. Entre 1985 y 1987 corrió en la Fórmula 3 alemana.

### Turismos

Dibujo del Mercedes-Benz 190E con el que participó Markus Oëstreich en el DTM 1993.

En 1986 también participó en el Campeonato Europeo de Turismos, en el que acabó quinto. Corrió a tiempo parcial compartiendo el coche con Winfried Vogt durante todas las carreras que disputó y junto al propio Vogt y Christian Danner en las 24 horas de Spa. Volvió a participar en 1987, acabando 7.º, compaginándolo con el Campeonato Mundial de Turismos, en el que acabó 13.º, corriendo a tiempo parcial y para dos equipos distintos. En el europeo tuvo dos compañeros de coche distinstos, Alfrid Heger las dos primeras carreras; y Dieter Quester las demás. En 1988 corre en el europeo de turismos y en el DTM, acabando el campeonato alemán en cuarta posición. Volvió a correrlo en 1989, finalizando en 19.ª posición.
En 1990 corrió las dos últimas rondas del Campeonato Británico de Turismos (donde acabó sexto en la penúltima carrera -segundo en su clase- y se retiró en la última, siendo 24º en la general y 16.º en su clase), la Copa Porsche Carrera alemana y el DTM (este año solo 5 de las 11 rondas). Volvió a correr en el DTM en 1991 y 1993, aunque solo corrió una ronda en cada una de esas dos temporadas. En 1994 corrió la Super Tourenwagen Cup y una la Copa Mundial de Turismos, que ese años tan solo tuvo una carrera. 
En el año 2000 participó en la Renault Clio Cup alemana, finalizando 20.º. Solo disputó una carrera, en la que finalizó en el podium consiguiendo la vuelta rápida. Más tarde, en 2002 participó en las V8Star Series, acabando 14.º.

### Carreras de camiones
Oëstreich corrió a finales de los 90 y principios de los 2000 en la Copa de Europa de Carreras de Camiones, antecesor del actual Campeonato de Europa de Carreras de Camiones. En 2004 se proclamó campeón de la Copa de Europa de Carreras de Camiones en la categoría Súper-Camión de Carreras a bordo de un Volkswagen Titan.
Ya en el Campeonato de Europa de Carreras de Camiones, corrío la temporada 2006 para el equipo Euroline Truck Racing Team, acabando 4.º. También disputó un Gran Premio en la temporada 2007, el Gran Premio Camión de las Naciones celebrado en el Circuito de Albacete. Puntuó en dos carreras, finalizando 16.º con 14 puntos en la general.
En 2010 corre el Campeonato de Europa de Carreras de Camiones con el equipo recién fundado MKR Technology, que contaba con el apoyo de Renault. Acabó cuarto el campeonato con cuatro victorias de carrera y cinco poles. Además, consiguió ganar para MKR Technlogy junto a su compañero Markus Bösiger el título de equipos.

En 2011 continuó pilotando para MKR Technology y volvió a ser cuarto en el campeonato, pero esta vez ganó cinco carreras. Tuvo un inicio de campeonato excepcional, ganando la primera carrera y consiguiendo cinco podiums en las seis primeras carreras, además de conseguir las dos primeras poles del año (las únicas que consiguió esa temporada). Finalizó segundo en el título de equipos, de nuevo junto a Bösiger.

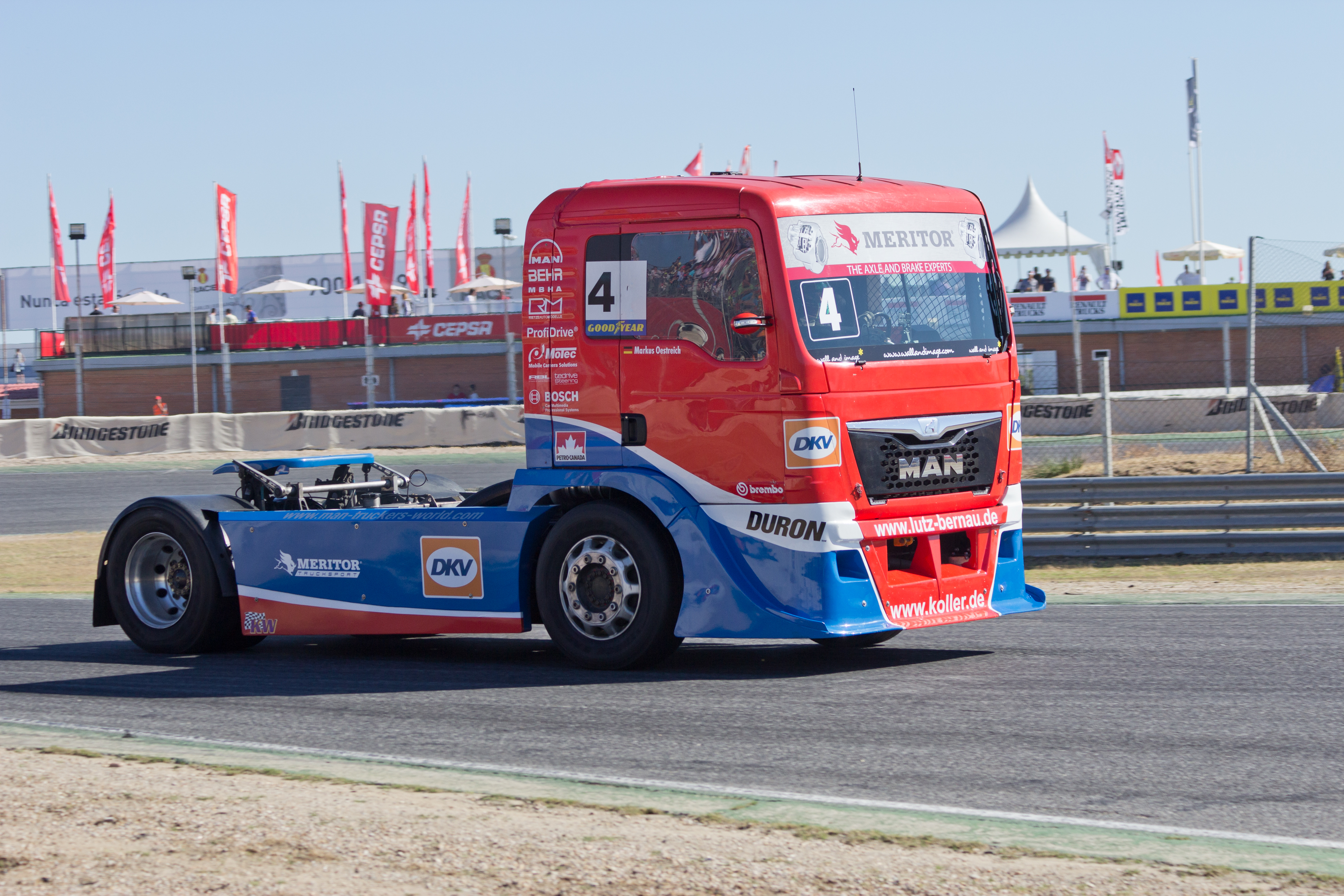
Markus Oëstreich en el GP Camión de España del ETRC 2013, en el Circuito del Jarama.

En 2012, su último año en MKR Technology, finalizó de nuevo cuarto con tan solo una victoria. No obstante, en las doce primeras carreras consiguió ocho podiums, todos ellos segundos o terceros puestos. Sin embargo, no consiguió ninguna pole. Ganó el título de equipos para MKR Technology junto a uno de sus compañeros, Adam Lacko, (ese año MKR Technology tenía tres pilotos, pero Bösiger puntuaba para el título de equipos con el piloto del Team 14). Al acabar la temporada dejó el equipo para unirse al Truck Sport Lutz Bernau.
En el equipo alemán corrió solo la temporada de 2013, en la que finalizó en los puestos de honor con un meritorio tercer puesto. Consiguió dos poles y tres victorias de carrera. Además, tuvo un generoso gesto en la parte final de la temporada con Antonio Albacete, piloto del Cepsa Truck Team, equipo con el que el Truck Sport Bernau tenía una alianza, al que le preparaba el camión y con el que participaba en el campeonato de equipos. En las carreras 3 y 4 del Jarama Oëstreich no corrió dado que el camión de Albacete, que sufrió un aparatoso accidente en la carrera 2 al impactar con el camión de Mariezcurrena, no era apto para correr. De este modo, Oëstreich cedió su camión a su compañero de equipo para que pudiese competir por ser campeón (en ese momento Albacete era líder de la general). Además, Albacete y él ganaron el título de equipos.
Al término de la temporada, anunció que dejaría de correr en carreras de camiones.

### Resistencia
En 2002 debutó en las 24 horas de Nürburgring junto a Arno Klasen, Jürgen Alzen y quien a la postre se convertiría en uno de los mejores pilotos de la modalidad de carreras de resistencia, Timo Bernhard. Obtuvieron la victoria de clase y fueron segundos en la general.
En 2012 corrió las 24 horas de Barcelona, acabando en quinta posición. Lo hizo para Schirra-Motoring junto a Friedrich von Bohlen und Hallbach, Jürgen Nett y Harald Grohs.
En 2013 participó en las 24 horas de Nürburgring junto a Friedrich von Bohlen und Hallbach y Jörg Weidinger. Sin embargo, al igual que el otro coche del equipo, no pudieron acabar la carrera.
En 2015 formó parte del Team Schirmer para disputar las 24 horas de Nürburgring junto a Robin Strycer, Volker Strycer y su hijo Moritz Oëstreich. Acabaron los 31.os pero se impusieron en la categoría Cup-1. En Campeonato de Nürburgring de Resistencia de la VLN, donde disputó una carrera, no puntuó, de modo que en la general aparece como Not classified (NC).
En 2017 corrió las 24 horas de Nürburgring junto a Jürgen von Gartzen, Moritz Gusenbauer y Moritz Oëstreich. Acabaron en 34.ª posición, segunda de la clase Cup-3, solo superados por el otro coche del equipo. También disputó una carrera de las 24h Series, las 12 horas de Mugello.
En 2018 participó en las 24 horas de Nürburgring junto a Kenneth Oestvold, Christophe Breuer y Jürgen Nett. No obstante, se tuvieron que retirar en la vuelta 104. También corrió en el Campeonato de Nürburgring de Resistencia de la VLN.
Volvió a participar en 2019 en las 24 horas de Nürburgring junto a Tiago Monteiro, Cedrik Totz y Dominik Fugel. Pese a acabar en 38.ª posición en la general, celebraron la victoria en su clase, la clase TCR. Volvió a participar en el Campeonato de Nürburgring de Resistencia de la VLN, obteniendo cinco puntos que le hicieron ser 19.º. 
En 2020 repitió triunfo en clase TCR de las 24 horas de Nürburgring junto a Monteiro, Fugel y Esteban Guerrieri. En la general fue 20.º. El año siguiente corrió en la categoría Cup X, aunque con menos éxito, pues fue 71.º en la general y 6.º en su categoría (de siete coches).

## Resultados

### Resultados en el Campeonato de Europa de Carreras de Camiones
| Año  | Camión        | N.º | Equipo                     | 1       | 1     | 1      | 1     | 2      | 2     | 2       | 2       | 3       | 3     | 3     | 3       | 4       | 4      | 4       | 4       | 5       | 5      | 5     | 5       | 6       | 6       | 6     | 6       | 7     | 7       | 7     | 7     | 8       | 8       | 8     | 8      | 9     | 9     | 9       | 9       | 10     | 10      | 10     | 10    | 11    | 11    | 11     | 11      | Posición | Puntos |
| ---- | ------------- | --- | -------------------------- | ------- | ----- | ------ | ----- | ------ | ----- | ------- | ------- | ------- | ----- | ----- | ------- | ------- | ------ | ------- | ------- | ------- | ------ | ----- | ------- | ------- | ------- | ----- | ------- | ----- | ------- | ----- | ----- | ------- | ------- | ----- | ------ | ----- | ----- | ------- | ------- | ------ | ------- | ------ | ----- | ----- | ----- | ------ | ------- | -------- | ------ |
| 2006 | Mercedes-Benz | 28  | Euroline Truck Racing Team | BAR Ret | BAR 8 | BAR 5  | BAR 2 | MIS 4  | MIS 4 | MIS Ret | MIS 5   | ALB 1   | ALB 1 | ALB 3 | ALB 2   | NOG 2   | NOG 4  | NOG 3   | NOG 4   | NUR 1   | NUR 10 | NUR 3 | NUR Ret | MOS 2   | MOS Ret | MOS 3 | MOS 3   | ZOL 4 | ZOL 2   | ZOL 6 | ZOL 5 | JAR 1   | JAR 3   | JAR 4 | JAR 7  | LMS 9 | LMS 4 | LMS 5   | LMS 4   |        |         |        |       |       |       |        |         | 4.º      | 264    |
| 2007 | MAN           | 17  | Truck Sport Lutz Bernau    | BAR     | BAR   | BAR    | BAR   | ZOL    | ZOL   | ZOL     | ZOL     | ALB Ret | ALB 5 | ALB 5 | ALB 17  | NOG     | NOG    | NOG     | NOG     | NUR     | NUR    | NUR   | NUR     | MOS     | MOS     | MOS   | MOS     | LMS   | LMS     | LMS   | LMS   | MIS     | MIS     | MIS   | MIS    | JAR   | JAR   | JAR     | JAR     |        |         |        |       |       |       |        |         | 16.º     | 14     |
| 2010 | Renault       | 24  | MKR Technology             | MIS 4   | MIS C | MIS 3  | MIS 8 | ALB 10 | ALB 6 | ALB 10  | ALB 6   | NOG 3   | NOG 5 | NOG 5 | NOG Ret | NUR Ret | NUR 5  | NUR 2   | NUR 1   | SMO 5   | SMO 3  | SMO 6 | SMO 2   | MOS 2   | MOS 2   | MOS 2 | MOS 4   | ZOL 3 | ZOL 4   | ZOL 1 | ZOL 2 | LMS Ret | LMS 8   | LMS 1 | LMS 3  | JAR 2 | JAR 3 | JAR 1   | JAR Ret |        |         |        |       |       |       |        |         | 4.º      | 293    |
| 2011 | Renault       | 4   | MKR Technology             | DON 1   | DON 8 | DON 1  | DON 3 | MIS 3  | MIS 2 | MIS 10  | MIS 5   | ALB 2   | ALB 7 | ALB 9 | ALB 8   | NOG 7   | NOG 20 | NOG 5   | NOG 4   | NUR 2   | NUR 4  | NUR 4 | NUR 7   | SMO 6   | SMO 1   | SMO 9 | SMO DSQ | MOS 7 | MOS Ret | MOS 2 | MOS 4 | ZOL 4   | ZOL 1   | ZOL 2 | ZOL 18 | JAR 2 | JAR 6 | JAR Ret | JAR Ret | LMS 11 | LMS Ret | LMS 1  | LMS 1 |       |       |        |         | 4.º      | 287    |
| 2012 | Renault       | 4   | MKR Technology             | EST 5   | EST 5 | EST 3  | EST 3 | MIS 3  | MIS 2 | MIS 3   | MIS 2   | JAR 3   | JAR 4 | JAR 2 | JAR 6   | NOG 3   | NOG 6  | NOG Ret | NOG 3   | DON Ret | DON 16 | DON 2 | DON 3   | NUR Ret | NUR 5   | NUR 7 | NUR 1   | SMO 6 | SMO 4   | SMO 5 | SMO 9 | MOS 3   | MOS DSQ | MOS 4 | MOS 2  | ZOL 5 | ZOL 2 | ZOL 5   | ZOL 5   | JAR 3  | JAR 5   | JAR 4  | JAR 7 | LMS 6 | LMS 4 | LMS 22 | LMS Ret | 4.º      | 311    |
| 2013 | MAN           | 4   | Truck Sport Lutz Bernau    | MIS 3   | MIS 2 | MIS 10 | MIS 8 | NAV 1  | NAV 4 | NAV 3   | NAV Ret | NOG 4   | NOG 3 | NOG 3 | NOG 4   | RBR 4   | RBR 12 | RBR 1   | RBR Ret | NUR 4   | NUR 3  | NUR 5 | NUR 2   | SMO 5   | SMO 4   | SMO 5 | SMO 3   | MOS 3 | MOS 9   | MOS 2 | MOS 4 | ZOL 3   | ZOL 4   | ZOL 2 | ZOL 4  | JAR 3 | JAR 1 | JAR DNS | JAR DNS | LMS 4  | LMS 8   | LMS 10 | LMS 5 |       |       |        |         | 3.º      | 316    |

### Resultados en el Campeonato del Mundo de Turismos
| Año  | Coche  | N.º | Equipo               | 1       | 2   | 3       | 4     | 5     | 6       | 7       | 8       | 9     | 10    | 11    | Posición | Puntos |
| ---- | ------ | --- | -------------------- | ------- | --- | ------- | ----- | ----- | ------- | ------- | ------- | ----- | ----- | ----- | -------- | ------ |
| 1987 | BMW M3 | 43  | Team Bigazzi         |         |     | DIJ Ret |       |       |         |         |         |       |       |       | 13.º     | 118    |
| 1987 | BMW M3 | 40  | Schnitzer Motorsport | MON DSQ | JAR |         |       |       |         | SIL Ret |         | CAL 3 | WEL 4 | FUJ 3 | 13.º     | 118    |
| 1987 | BMW M3 | 46  | Schnitzer Motorsport |         |     |         | NUR 3 | SPA 6 | BRN Ret |         | MOU Ret |       |       |       | 13.º     | 118    |

### Resultados en la Copa Mundial de Turismos
| Año  | Coche       | N.º | Equipo      | 1     | Posición | Puntos |
| ---- | ----------- | --- | ----------- | ----- | -------- | ------ |
| 1994 | Ford Mondeo | 9   | Wolf Racing | DON 8 | 8.º      | 13     |

### TCR Internacional Series
(Clave) (negrita indica pole position) (cursiva indica vuelta rápida)

| Año  | Equipo        | Auto           | 1   | 2   | 3   | 4   | 5   | 6   | 7   | 8   | 9   | 10  | 11    | 12    | 13  | 14  | 15     | 16     | 17  | 18  | 19  | 20  | 21  | 22  | Pos. | Puntos |
| ---- | ------------- | -------------- | --- | --- | --- | --- | --- | --- | --- | --- | --- | --- | ----- | ----- | --- | --- | ------ | ------ | --- | --- | --- | --- | --- | --- | ---- | ------ |
| 2015 |               |                | MYS | MYS | CHN | CHN | ESP | ESP | POR | POR | ITA | ITA | AUT I | AUT I | RUS | RUS | AUT II | AUT II | SGP | SGP | THA | THA | MAC | MAC | 45.º | 1      |
| 2015 | Campos Racing | Opel Astra OPC |     |     |     |     |     |     |     |     |     |     | 10    | Ret   |     |     |        |        |     |     |     |     |     |     | 45.º | 1      |

### Campeonato de Europa de Turimos
| Año  | Coche    | N.º | Equipo           | Compañero                      | 1     | 2       | 3       | 4     | 5     | 6      | 7     | 8   | 9     | 10    | 11     | 12    | 13      | 14     | Posición | Puntos |
| ---- | -------- | --- | ---------------- | ------------------------------ | ----- | ------- | ------- | ----- | ----- | ------ | ----- | --- | ----- | ----- | ------ | ----- | ------- | ------ | -------- | ------ |
| 1986 | BMW 325i | 44  | Linder Rennsport | Winfried Vogt Christian Danner | MON 4 | DON 6   | HOC Ret | MIS 5 | SCA   | BRN    | RBR   | NUR | SPA 5 | SIL 8 | NOG 10 | ZOL 6 | JAR Ret | EST 11 | 5.º      | 161    |
| 1987 | BMW M3   | 47  | Linder Rennsport | Dieter Quester Alfrid Heger    | DON 2 | EST Ret | SCA Ret | ZOL 4 | RBR 3 | IMO 16 | NOG 2 |     |       |       |        |       |         |        | 7.º      | 139    |

### Campeonato Británico de Turismos
| Año  | Coche             | N.º | Equipo              | 1  | 2   | 3   | 4   | 5  | 6   | 7   | 8   | 9   | 10  | 11  | 12    | 13      | Posición | Puntos |
| ---- | ----------------- | --- | ------------------- | -- | --- | --- | --- | -- | --- | --- | --- | --- | --- | --- | ----- | ------- | -------- | ------ |
| 1990 | Vauxhall Cavalier | 70  | Vauxhall Motorsport | OU | DON | THR | SIL | OU | SIL | BRH | SNE | BRH | BIR | DON | THR 6 | SIL Ret | 24º      | 15     |

 Clase
| Año  | Coche             | N.º | Equipo              | Clase | 1  | 2   | 3   | 4   | 5  | 6   | 7   | 8   | 9   | 10  | 11  | 12    | 13      | Posición | Puntos |
| ---- | ----------------- | --- | ------------------- | ----- | -- | --- | --- | --- | -- | --- | --- | --- | --- | --- | --- | ----- | ------- | -------- | ------ |
| 1990 | Vauxhall Cavalier | 70  | Vauxhall Motorsport | B     | OU | DON | THR | SIL | OU | SIL | BRH | SNE | BRH | BIR | DON | THR 2 | SIL Ret | 16.º     | 15     |

### Resultados en el DTM
| Año  | Coche                            | Número | Equipo              | 1      | 1       | 2      | 2       | 3      | 3      | 4       | 4       | 5       | 5       | 6      | 6      | 7       | 7       | 8       | 8       | 9      | 9      | 10     | 10      | 11     | 11      | 12      | 12     | Posición | Puntos |
| ---- | -------------------------------- | ------ | ------------------- | ------ | ------- | ------ | ------- | ------ | ------ | ------- | ------- | ------- | ------- | ------ | ------ | ------- | ------- | ------- | ------- | ------ | ------ | ------ | ------- | ------ | ------- | ------- | ------ | -------- | ------ |
| 1988 | BMW M3                           | 2      | BMW M Team Zakspeed | ZOL 7  | ZOL 3   | HOC 12 | HOC 12  | NUR 4  | NUR 6  | BRN 31  | BRN 8   | AVU 6   | AVU 5   | MAI 3  | MAI 3  | NUR 3   | NUR 2   | NOR 9   | NOR 16  |        |        |        |         |        |         |         |        | 4.º      | 237    |
| 1988 | BMW M3 Evo                       | 2      | BMW M Team Zakspeed |        |         |        |         |        |        |         |         |         |         |        |        |         |         |         |         | WUN 8  | WUN 7  | SAL C  | SAL C   | HUN 4  | HUN 4   | HOC Ret | HOC 15 | 4.º      | 237    |
| 1989 | Opel Kadett GSi 16V              | 9      | Opel Team Irmscher  | ZOL 18 | ZOL DNS | HOC 30 | HOC Ret | NUR 12 | NUR 12 | MAI 24  | MAI DNS | AVU 9   | AVU 8   | NUR 11 | NUR 10 | NOR DNQ | NOR DNQ | HOC Ret | HOC DNS | DIE 21 | DIE 11 | NUR 14 | NUR 11  | HOC 14 | HOC Ret |         |        | 19.º     | 79     |
| 1990 | Opel Omega 3000 24V              | 5      | Opel Team Irmscher  | ZOL    | ZOL     | HOC    | HOC     | NUR    | NUR    | AVU Ret | AVU Ret | MAI Ret | MAI Ret | WUN    | WUN    | NUR     | NUR     | NOR     | NOR     | DIE 15 | DIE 10 | NUR 17 | NUR Ret | HOC 17 | HOC Ret |         |        | 31.º     | 1      |
| 1991 | Opel Omega 3000 24V              | 5      | Opel Team Irmscher  | ZOL    | ZOL     | HOC    | HOC     | NUR    | NUR    | AVU     | AVU     | WUN     | WUN     | NOR 19 | NOR 14 | DIE     | DIE     | NUR     | NUR     | ALE    | ALE    | HOC    | HOC     | BRN    | BRN     | DON     | DON    | 30.º     | 0      |
| 1993 | Mercedes-Benz 190E 2.5-16 Evo II | 44     | Persson Motorsport  | ZOL    | ZOL     | HOC    | HOC     | NUR    | NUR    | WUN     | WUN     | NUR     | NUR     | NOR    | NOR    | DON     | DON     | DIE     | DIE     | ALE 8  | ALE 10 | AVU    | AVU     | HOC    | HOC     |         |        | 17.º     | 4      |

### Resultados en la Copa Porsche Carrera alemana
| Año  | Coche             | Equipo     | Posición | Puntos |
| ---- | ----------------- | ---------- | -------- | ------ |
| 1990 | Porsche Carrera 2 | Porsche AG | NC       | 0      |

### Super Tourenwagen Cup
| Año  | Coche       | N.º | Equipo      | 1     | 2     | 3     | 4     | 5     | 6     | 7      | 8     | Posición | Puntos |
| ---- | ----------- | --- | ----------- | ----- | ----- | ----- | ----- | ----- | ----- | ------ | ----- | -------- | ------ |
| 1994 | Ford Mondeo | 9   | Wolf Racing | AVU 5 | WUN 5 | ZOL 9 | ZAN 5 | RBR 9 | SAL 3 | SPA 10 | NUR 9 | 5.º      | 43     |

### V8Star Series
| Año  | N.º | Equipo           | Posición | Puntos |
| ---- | --- | ---------------- | -------- | ------ |
| 2002 | 55  | Grohs Motorsport | 14.º     | 147    |

### Renault Clio Cup alemana
| Año  | Coche        | Posición | Puntos |
| ---- | ------------ | -------- | ------ |
| 2000 | Renault Clio | 20.º     | 17     |

### Resultados en las 24 horas de Barcelona
| Año  | Equipo           | Compañeros                                                 | Automóvil | Pos. |
| ---- | ---------------- | ---------------------------------------------------------- | --------- | ---- |
| 2012 | Schirra-Motoring | Friedrich von Bohlen und Hallbach Jürgen Nett Harald Grohs | MINI JCW  | 5    |

### Resultados en las 24 horas de Nürburgring
| Año  | Equipo                    | Compañeros                                            | Automóvil                    | Clase | Vueltas | Pos. | Pos. Clase |
| ---- | ------------------------- | ----------------------------------------------------- | ---------------------------- | ----- | ------- | ---- | ---------- |
| 2002 | H&R Spezialfedern         | Jürgen Alzern Arno Klasen Timo Bernhard               | Porsche 996 GT3              | A7    | 139     | 2.º  | 1.º        |
| 2013 | Schirra-Motoring          | Friedrich von Bohlen und Hallbach Jörg Weidinger      | MINI JCW                     | SP-2T | 72      | Ret  | Ret        |
| 2015 | Team Schirmer             | Moritz Oëstreich Robin Strycek Volker Strycer         | Opel Astra OPC Cup           | Cup-1 | 132     | 31.º | 1.º        |
| 2017 | Teichmann Racing          | Moritz Oëstreich Moritz Gusenbauer Jürgen von Gartzen | Audi RS3 LMS TCR             | Cup-3 | 140     | 34.º | 2.º        |
| 2018 | Prosport-Performance GmbH | Jürgen Nett Christoph Breuer Kenneth Oestvold         | Audi RS3 LMS TCR             | TCR   | 104     | Ret  | Ret        |
| 2019 | Team Castol Honda Racing  | Dominik Fugel Cedrik Totz Tiago Monteiro              | Honda Civic Type R TCR (FK8) | TCR   | 138     | 38.º | 1.º        |
| 2020 | Autohaus M. Fugel         | Dominik Fugel Esteban Guerrieri Tiago Monteiro        | Honda Civic Type R TCR (FK8) | TCR   | 78      | 20.º | 1.º        |
| 2021 | Autohaus M. Fugel         | Jens Dralle Tim Schrick Christian Menzel              | KTM X-Bow GTX Concept        | CupX  | 78      | 71.º | 6.º        |

### Resultados en el Campeonato de Nürburgring de Resistencia de la VLN
| Año  | Coche                 | N.º | Equipo                    | Compañeros                                    | Posición | Puntos |
| ---- | --------------------- | --- | ------------------------- | --------------------------------------------- | -------- | ------ |
| 2015 | Audi TTRS 2           | 250 | Team Schirmer             | Moritz Oëstreich Volker Strycer Robin Strycer | NC       | 0      |
| 2018 | Porsche Cayman GT4 CS | 175 | Prosport-Performance GmbH | Christoph Breuer Kenneth Oestveld Jürgen Nett | NC       | 0      |
| 2019 | Honda Civic TCR       | 835 | Autohaus Markus Fugel     | Dominik Fugel Tiago Monteiro                  | 19.º     | 5      |

### Resultados en las 24h Series
| Año  | Coche             | N.º | Equipo            | Compañeros                            | Clase | 1   | 2     | 3   | 4   | 5   | 6   | 7   | 7   | 8   | Posición | Puntos |
| ---- | ----------------- | --- | ----------------- | ------------------------------------- | ----- | --- | ----- | --- | --- | --- | --- | --- | --- | --- | -------- | ------ |
| 2017 | Audi R8 LMS ultra | 36  | Raeder Motorsport | Markus von Oeynhausen Heinz Schmersal | A6    | DUB | MUG 4 | RBR | PAU | IMO | POR | SPA | SPA | USA | 33º      | 14     |